# Hyphessobrycon itaparicensis
Hyphessobrycon itaparicensis är en fiskart som beskrevs av Lima och Costa 2001. Hyphessobrycon itaparicensis ingår i släktet Hyphessobrycon och familjen Characidae. Inga underarter finns listade i Catalogue of Life.